# Tage Björk
Tage Waldemar Björk, född 13 oktober 1909 i Lit, Jämtland, död 16 januari 1980, var en svensk konstnär. 
Han var son till stenhuggaren J.O. Björk och Josefina Nilsson och från 1945 gift med Iris Jonsson. Björk var som konstnär autodidakt och bedrev självstudier under resor till Skottland, Frankrike, Nederländerna. Separat ställde han ut i Stockholm och Östersund och han medverkade i en HSB utställning på Nationalmuseum, Folkrörelsen konstfrämjandets vandringsutställningar, Sveriges allmänna konstförenings utställningar samt ett flertal samlingsutställningar i Stockholm, Göteborg och Halmstad. Hans konst består av stilleben, interiörer, figurer och landskapsmålningar i olja eller pastell samt etsningar. Björk är begravd på Skogskyrkogården i Stockholm.